# Зусер, Юрий Михайлович
Юрий Михайлович Зусер (28 декабря 1929 - Донецк (Сталино) - 9 февраля 2021, Нью-Йорк) — советский спортсмен, дзюдоист. Заслуженный тренер УССР.

## Биография
Родился 28 декабря 1929 года в городе Сталино (ныне Донецк).
Сразу после окончания Великой Отечественной войны начал заниматься классической борьбой. Во время службы в Советской армии становился призёром Закарпатского военного округа. Кандидат в мастера спорта СССР. После службы в армии занялся тренерской работой. Тренер по классической и вольной борьбе. В 1960-е годы переходит на тренерскую работу по борьбе самбо, в 1970-е годы — дзюдо.
Воспитал более 200 мастеров спорта по самбо и дзюдо.Юрий Зусер был для своих воспитанников не просто тренером. Благодаря его настойчивости и неравнодушию, многие из донецких подростков ушли от криминального окружения, окончили вузы, состоялись в профессии. Чемпионами становились не все, но «школа Зусера» – побеждать во что бы то ни стало – помогла им в жизни. Именно поэтому ученики Юрия Зусера называют его «вторым отцом».
В 1994 году переехал жить в США. Тренировал детей в Спортивно-художественной школе при ассоциации JISA в Бруклине, Нью-Йорк. С ноября 1994 года в Донецке проводился ежегодный Международный турнир по дзюдо имени Ю. М. Зусера, на котором он всегда был почетным гостем. 
В 2021 году в Донецке также состоялся Международный турнир по дзюдо - на этот раз уже памяти Юрия Зусера.
Талантливому тренеру посвящен документальный фильм "Юрий Зусер. Легенда дзюдо" (2022 год), в котором его воспитанники вспоминают своего наставника.